# 明斯特阿珀尔
明斯特阿珀尔是德国莱茵兰-普法尔茨州的一个市镇。总面积6.33平方公里，总人口508人，其中男性256人，女性252人（2011年12月31日），人口密度80人/平方公里。